# Nectophryne
A  Nectophryne a kétéltűek (Amphibia) osztályába, a békák (Anura) rendjébe és a varangyfélék (Bufonidae) családjába tartozó nem.

## Előfordulásuk
A nem fajai a Nigériában, Kamerunban, a Kongói Demokratikus Köztársaságban és Egyenlítői-Guineában honosak.

## Rendszerezés
A nembe az alábbi fajok tartoznak:
- Nectophryne afra Buchholz & Peters, 1875
- Nectophryne batesii Boulenger, 1913